# 唐慎微
唐 慎微（とう しんび）は、中国宋の医師。字は審元。『経史証類備急本草』を編纂した。

## 概要

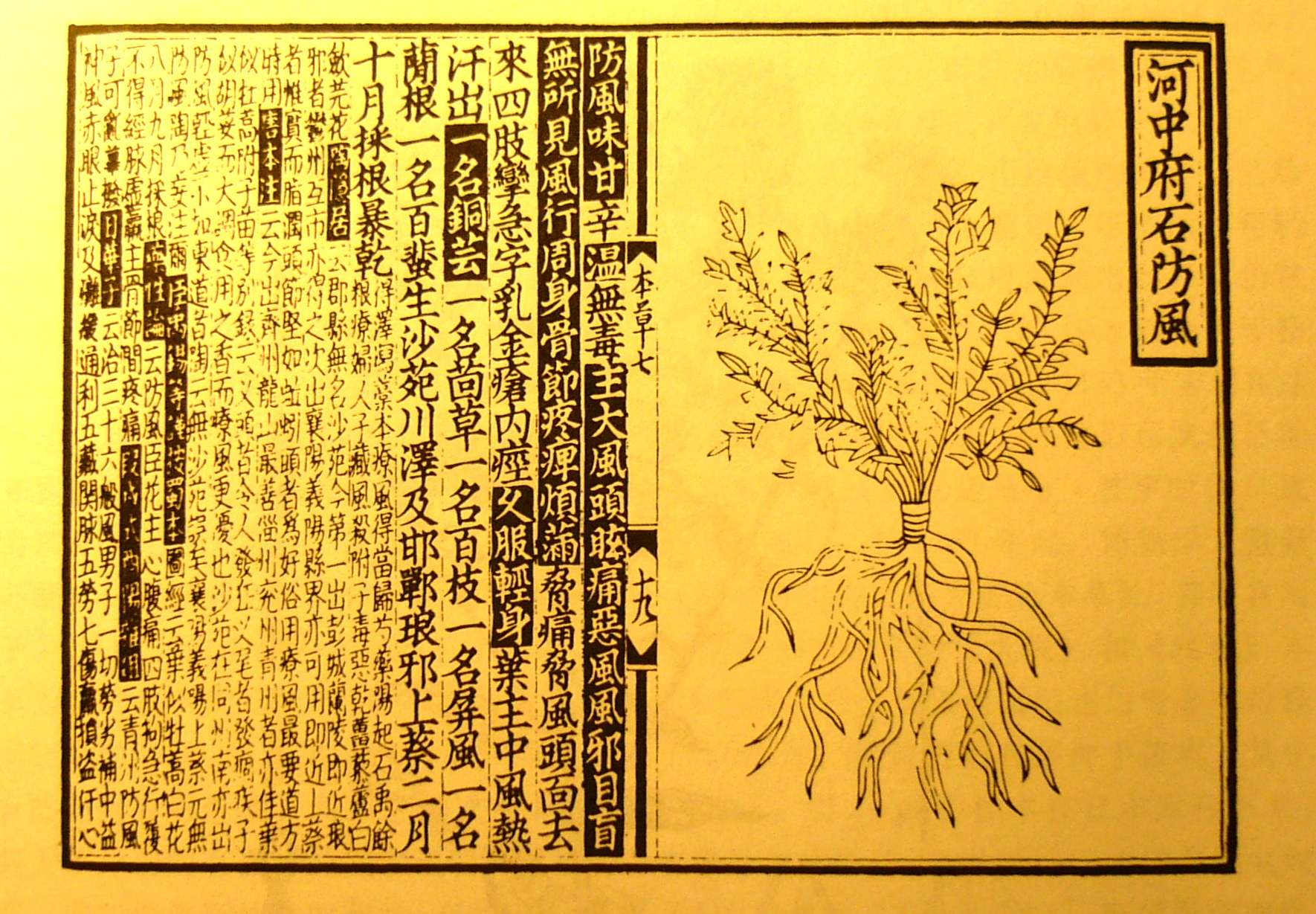
『大観本草』のボウフウ図

蜀州晋原県（現在の四川省成都市崇州市）の医科の家に生まれた。1061年に刊行された『嘉祐本草』や太常博士の蘇頌が完成した勅撰本草書『図経本草』を合わせ、医書・本草書の引用を加えて『経史証類備急本草』32巻を編纂し、宋代以前の本草書を集大成した。新薬の476種類を含む、1558種類の薬物を記載した。1109年の艾晟による刊本である『大観本草』、1116年の曹孝忠らによる校正本『政和本草』を総称して『証類本草』と通称される。『証類本草』は12世紀に韓国に伝わり、14世紀に日本に伝わった。